# Flärktjärnen (Trehörningsjö socken, Ångermanland)
Flärktjärnen är en sjö i Örnsköldsviks kommun i Ångermanland och ingår i Husåns huvudavrinningsområde.